# 山本歩夢
山本 歩夢（やまもと あゆむ、2002年6月24日 - ）は、日本の陸上競技選手。福岡県苅田町出身。自由ケ丘高等学校、國學院大學人間開発学部卒業。現在は旭化成陸上部に所属している。

## 経歴
自由ケ丘高等学校、國學院大學出身。

### 高校時代
2020年11月28日に行われた第6回鞘ヶ谷記録会の5000mで13分48秒89を記録した。全国高校駅伝には一度出走するも1区区間23位となった。

### 大学時代

#### 大学1年次
國學院大學史上初の13分台ランナーとして入学。出雲駅伝、全日本大学駅伝の出走はなかったが、第98回箱根駅伝で大学三大駅伝デビューし、3区を走り6人を抜く激走を見せた。全日本実業団ハーフマラソンでは大学記録を更新する1時間00分43秒を記録した。なお、この記録は当時のU20日本記録である1時間01分41秒を上回ったが、2021年12月31日までの記録ではないため、U20日本記録とはならなかった。

#### 大学2年次
出雲駅伝、全日本大学駅伝ともに2区を走り、区間6位・7位と好走。第99回箱根駅伝でも3区区間5位で2人抜きの走りを見せた。都道府県対抗駅伝でも3区を走り区間9位だった。

#### 大学3年次
出雲駅伝では4区区間6位、全日本大学駅伝では2区区間11位となる。怪我の影響で第100回箱根駅伝にも出場できず、不本意な1年となった。

#### 大学4年次
出雲駅伝では2区を担当。区間5位で順位を2つ落としたものの、チームは3区以降巻き返し5年ぶり2度目の優勝を飾った。全日本大学駅伝では6区を担当。2位で襷を受けると首位を走る青学大との差を大幅に詰め、区間新記録を樹立。自身初となる区間賞、及び大会MVPを受賞し、初優勝に貢献した。2025年1月の第101回箱根駅伝では自身3回目の3区を担当。区間5位で順位を2つ上げる走りを見せたが、チームは総合3位となり史上6校目の大学駅伝三冠を逃した。國學院大學卒業後は旭化成陸上部に所属することになっている。

## 戦績・記録

### 大学三大駅伝戦績
| 学年               | 出雲駅伝                    | 全日本大学駅伝                        | 箱根駅伝                          |
| ------------------ | --------------------------- | ------------------------------------- | --------------------------------- |
| 1年生 （2021年度） | 第33回 ー － ー 出場なし    | 第53回 ー － ー 出場なし              | 第98回 3区-区間5位 1時間01分59秒  |
| 2年生 （2022年度） | 第34回 2区-区間6位 15分46秒 | 第54回 2区-区間7位 31分58秒           | 第99回 3区-区間5位 1時間02分07秒  |
| 3年生 （2023年度） | 第35回 4区-区間5位 17分59秒 | 第55回 2区-区間11位 32分22秒          | 第100回 ー － ー 出場なし         |
| 4年生 （2024年度） | 第36回 2区-区間5位 16分27秒 | 第56回 6区-区間賞 36分47秒 区間新記録 | 第101回 3区-区間5位 1時間01分54秒 |

## 自己ベスト
- 5000m - 13分34秒85（2023年7月8日：ホクレン・ディスタンスチャレンジ網走大会）
- 10000m - 28分16秒92（2023年7月16日：関東学生網走夏季記録挑戦競技会）
- 10マイル - 46分16秒（2022年12月4日：第48回熊本甲佐10マイル公認ロードレース大会）
- ハーフマラソン - 1時間00分43秒（2022年2月13日：第50回全日本実業団ハーフマラソン）